# Czarownica (jezioro)
Czarownica – jezioro w Polsce, położone w województwie kujawsko-pomorskim, w powiecie rypińskim, w gminie wiejskiej Rypin. Jest jeziorem polodowcowym, rynnowym o typowym dla tych jezior podłużnym kształcie i stromych brzegach.